# 박재국

박재국(1969년생 ~ )은 충청북도 보은군 출신의 작가이다.  현재는 경기도 여주시 강천면 이호리에서 '흙내가마' 공방을 운영하면서 작품활동을 하고 있다.

## 개요
충북 보은이 고향인 그는 어린 시절 화가를 꿈꾸는 미술학도였다. 그림도 그리고 싶고, 조각도 하고 싶고, 조형도 하고 싶은 그의 욕심이 그를 도자기로 이끌었다.
그의 어린 시절 뛰놀던 고향 마을에 백자 가마터가 있어, 어릴 때부터 사기조각을 많이 보면서 자랐고, 인근에 점토가 나는 곳이 있어 자연스럽게 흙을 만지며 놀았다. 그가 화가의 꿈을 접고 도자기를 선택한 것은 어쩌면 자연스러운 일이었다.
다양한 예술적 욕구를 채우기 위해 도자기를 배워야겠다고 생각한 그는 20대 초, 망설임 없이 도자기의 고장 여주로 올라왔고, 그렇게 20년 세월이 흘렀다. 백자에서부터 분청까지 다양한 기법을 소화하는 그의 작품에는 유독 물고기가 많이 등장한다.
어린 시절 동네 개울가에서 물고기를 잡으면서 자란 탓에 대자연을 동경하는 그의 내면세계가, 물고기라는 소재로 표현되는 것이다. 여기에 그의 순수하고 맑은 심성이 더해져 마치 어린아이가 담벼락에 낙서하듯 동화적이고 해학적인 표현으로 승화된다.
어떤 평론가는 이런 평을 했다. “흙에 가하는 인간의 손길을 최소화한 듯한 기물위에 생략되거나 다소 과장된 어린아이의 순수함이 묻어있는 회화적 작품은 자연과 인간의 어울림을 잘 보여준다”
박재국 도예가 작품의 매력은 자연스러움이다. 도자기 표면위에 부드러운 칼선을 이용해 율동감 있게 조각한 후, 백토로 만든 분장토를 설 메꾸어 구워낸 작품들은, 조각과 설 덮여진 백토 사이로 잔잔하게 갈라진 금들이 편안함과 자연스러움을 더해준다. 물고기, 자연스러운 균열을 만들어내는 그만의 독특한 상감기법, 이러한 박재국만의 특징이 어디에서도 그의 작품을 한 번에 찾아낼 수 있게 한다. “누가 봐도 박재국의 작품이라고 알아볼 수 있도록 나만의 색깔을 갖고 싶다”는 그의 바람이 조금씩 이루어지고 있는 것이다.
낯선 타향에서의 20년, 젊은 시절을 흙과 함께 보냈다. 그래도 흙이 싫지 않았다. 흙냄새가 좋았다. 그래서 공방이름도 ‘흙내가마’다. 지난해 인사동 한국공예문화진흥원에서 열린 개인전, ‘흙 향기 그윽한 행복이야기’ 초대의 글에서 그가 한 말이 여운으로 남는다. “그림을 그리고 흙을 만지며 도자기를 접한지 어언 20년 남짓, 함께 사는 내 아내는 나를 오로지 도자기 밖에 모르는 외곬수라 합니다. 그도 그럴 것이 매일 밤 늦게까지 작업하며 집에 와서는 또 도자기 이야기로 잠이 들고…. 그렇게 나는 도자기와는 별개로 떨어져서 생각할 수 없는 세월을 살아온 것 같습니다. 그래야지만 나는 행복하고, 만족스러우니 천상 평생 흙을 만지며 살아가야 할까 봅니다”

## 전시회
- 2020.07.29. ~ 08.03. 개인전(기획 초대전) <Clay Painting - 마음을 담다> (갤러리 단디)[2]